# رشید حسین
رشید حسین، (به انگلیسی: Rashid Hussain) (زاده ۱۹۴۶) کارآفرین، بانکدار و مدیر ارشد اجرایی مالزیایی است، که در سال ۱۹۹۷ آراچ‌بی بانک را تأسیس نمود.